# آب‌سان‌زیان
آب‌سان‌زیان (Hydrozoa) نام رده‌ای از جانوران است.